# 4-メチレングルタミナーゼ
4-メチレングルタミナーゼ(4-methyleneglutaminase、EC 3.5.1.67)は、以下の化学反応を触媒する酵素である。
4-メチレン-L-グルタミン + 水{\displaystyle \rightleftharpoons }4-メチレン-L-グルタミン酸 + アンモニア
従って、この酵素の基質は、4-メチレングルタミンと水の2つ、生成物は4-メチレングルタミン酸とアンモニアの2つである。
この酵素は加水分解酵素、特に鎖状アミドの炭素-窒素結合に作用するものに分類される。系統名は、4-メチレン-L-グルタミン アミドヒドロラーゼ(4-methylene-L-glutamine amidohydrolase)である。他に、4-methyleneglutamine deamidase、4-methyleneglutamine amidohydrolase等とも呼ばれる。この酵素は、c5-分岐二塩基酸の代謝に関与している。